# Luka (cours d'eau)
Pour les articles homonymes, voir Luise Keller.
La Luka est une rivière du Sud-Kivu et du Nord-Kivu au Congo-Kinshasa. 

## Géographie
La Luka prend source près du mont Kahuzi au Sud-Kivu et coule, principalement vers le nord-ouest, le long du Parc national de Kahuzi-Biega. Elle se jette dans la Lowa, à l'ouest de Walikale dans le Nord-Kivu.